# ديفيد إم. ستانلي
ديفيد إم. ستانلي هو محامي وسياسي أمريكي، ولد في 9 سبتمبر 1928 في دوبوك في الولايات المتحدة، وتوفي في 26 أغسطس 2015 في موسكاتاين في الولايات المتحدة. نشط حزبياً في الحزب الجمهوري. وقد انتخب عضو مجلس نواب ولاية آيوا ‏.